# Nicole Schuster
Nicole Schuster (* 14. Januar 1985 in Aachen) ist eine deutsche Autorin und Pharmazeutin. Vor allem in den Jahren 2007 und 2008 war sie in den Medien präsent, um über das Asperger-Syndrom aufzuklären. 

## Wirken
Im November 2005 wurde bei ihr das Asperger-Syndrom diagnostiziert. Fortan setzte sie sich für Aufklärung über diese Variante des Autismus ein.
Ihr Debüt in der Medienwelt hatte Nicole Schuster am 24. Juli 2007 in dem ZDF-Fernsehbeitrag: 37 Grad. Am 13. August desselben Jahres folgte ihr zweiter Fernsehauftritt in der SWR-Sendung: Leute. Einen Monat später wurde Schuster in der Reihe des RBB-Kulturradios: Gott und die Welt interviewt.
Kurz darauf folgte ein Interview des Magazins Stern, das unter dem Titel Und jeden Mittag gibt es Wirsing im Heft Nr. 44 des Jahres 2007 abgedruckt wurde.
Am 30. November 2007 trat sie in der MDR-Sendung Unter uns auf. Des Weiteren war sie in der SWR-Sendung: Nachtcafé am 7. März 2008 mit dabei. Am 17. August 2008 fand ihr zweiter Radioauftritt in einem Interview der WDR5-Radiosendung Dok 5 – Das Feature: Der blinde Spiegel: Vom autistischen Weg ein Ich zu sein statt. Drei Monate später trat sie in der WDR-Sendung Quarks & Co auf.
Im August 2008 wurde sie für ihre Bemühungen, „autistischen Menschen eine Stimme zu geben“, in Köln mit dem „International Intellectual Benefits Award“ der Mensa Education and Research Foundation ausgezeichnet.
Von Mai 2016 bis Ende 2016 war sie Vorstandsvorsitzende des Vereins Mensa in Deutschland. Als approbierte Apothekerin leitet sie die Herstellung klinischer Prüfpräparate bei einem mittelständischen Pharmaunternehmen.
2016 wurde sie mit der Arbeit Gegen Fieber ist ein Kraut gewachsen an der Philipps-Universität Marburg promoviert.

## Werke (Auswahl)
Aufsätze
- Unterschätzte Außenseiter. In: Gehirn und Geist. Das Magazin für Psychologie und Hirnforschung, Jg. 6 (2007), Heft 7/8, S. 50–54, ISSN 1618-8519.

Monographien
- Mord im Labor. Kriminalroman. Verlag an der Lottbek, Aachen 2005, ISBN 3-86130-900-9.
- Ein guter Tag ist ein Tag mit Wirsing. Das Asperger-Syndrom aus der Sicht einer Betroffenen (Autismus; Bd. 17). Weidler-Verlag, Berlin 2007, ISBN 978-3-89693-483-3.
- … bis ich gelernt habe, einen Kußmund zu machen. Körper und Körpersprache aus der Sicht einer Asperger-Autistin (Körper, Zeichen, Kultur; Bd. 21). Eca-Verlag, Berlin 2007, ISBN 978-3-940842-81-7.
- Colines Welt hat tausend Rätsel. Alltags- und Lerngeschichten für Kinder und Jugendliche mit Asperger-Syndrom. Kohlhammer Verlag, Stuttgart 2009, ISBN 978-3-170-20680-9 (zusammen mit Melanie Matzies).
- Colines Welt hat neue Rätsel. Alltagsgeschichten und praktische Hinweise für junge Erwachsene mit Asperger-Syndrom. Kohlhammer, Stuttgart 2009, ISBN 978-3-17-020680-9.
- Schüler mit Autismus-Spektrum-Störung. Eine Innen- und Außenansicht mit praktischen Tipps für Lehrer, Psychologen und Eltern. 3. Aufl. Kohlhammer Verlag, Stuttgart 2013, ISBN 978-3-17-023388-1.
- Wenn Essen Angst macht. Essstörungen, Fakten, Geschichten und Hilfen. Kohlhammer, Stuttgart 2011, ISBN 978-3-17-021616-7.
- Vielfalt leben. Inklusion von Menschen mit Autismus-Spektrum-Störungen. Mit praktischen Ratschlägen zur Umsetzung in Kita, Schule, Ausbildung, Beruf und Freizeit. Kohlhammer, Stuttgart 2013, ISBN 978-3-17-022313-4.